# Burhou
Burhou est une petite île Anglo-Normande, à moins de 2 km au nord-ouest d’Aurigny. Le chenal au Singe séparant les deux îles est dangereux, en raison du courant marin du Swinge qui amplifie les effets de marée surtout par vents contraires.
Burhou est une réserve naturelle dédiée aux macareux moines et il est interdit d’y accoster entre le 15 mars et le 27 juillet de chaque année. La colonie de macareux est en déclin, tandis qu’un vaste nombre de lapins prolifèrent sur l’île.
Le 24 août 2005, les îles de Burhou deviennent un site Ramsar.
L’île est inhabitée à part une petite baraque qui fut construite en 1953 pour remplacer une cabane de pêcheurs datant de 1820, détruite lors de l’occupation allemande des îles pendant la Seconde Guerre mondiale.
À moins de deux kilomètres à l'ouest de Burhou, se trouve l'îlot de Renonquet.